# Diuris arenaria
Diuris arenaria är en orkidéart som beskrevs av David Lloyd Jones. Diuris arenaria ingår i släktet Diuris och familjen orkidéer. Inga underarter finns listade i Catalogue of Life.